# Фауст
Вижте пояснителната страница за други значения на Фауст.
„Фауст“ (на немски: Faust) е трагедия в две части от Йохан Волфганг фон Гьоте. Макар и рядко поставяна на сцена, тази пиеса има най-големия успех сред немскоговорещата публика. „Фауст“ е шедьовърът на Гьоте и често е определяна като едно от най-великите произведения в немската, както и в световната литература.
Първият вариант на творбата, известен като Прафауст, се развива между 1772 и 1775 г., но подробностите около този вариант не са изцяло ясни. Прафауст се състои от 22 сцени, една в проза, 2 предимно проза и останалите 1441 реда – римувани стихове. Ръкописът е изгубен, но през 1886 г. е открито копие.
Първата печатна поява на произведението е от 1790 г., излиза под името „Фауст, трагедия“. Първата част на трагедията е завършена от Гьоте през 1806 г., а публикацията му от 1808 г. е последвана от по-късно преработено издание – 1828 – 29 г.
Втората част е завършена през 1832 г. – годината на Гьотевата смърт. За разлика от първата част, тук вече не става въпрос за душата на Фауст, която той продава на Дявола, а за социални явления като философия, история и политика.

## Първообраз
Митът за договора на човека с Дявола е известен още от дълбока древност. Науката приема, че е възникнал на изток, в старата персийска литература. „Отречи се от светия маздейски закон и ти ще намериш щастие на земята“ – говори злият демон Ариман на Заратустра в свещената книга на персите „Зенд-Авеста“. А в епопеята си „Шах-наме“ поетът Фирдоуси разказва за арабския цар-змей Зохак, комуто злият дух Иблис обещал да го въздигне по-високо от слънцето, ако сключи с него договор. В тези персийски предания вече прозира праобразът на Фауст.
Полугений, полушарлатанин, историческата личност Георг Фауст от края на XV век прекарва живота си в най-разнообразни и чудновати приключения. Той изучава в Краковския университет химия и физика, а когато получава богато наследство от своя чичо, бързо го пропилява в дирене на философския камък. После овладява тайните на магията и скоро надминава с резултатите си всички свои велики съвременници. Подобно на другите магьосници Фауст води скитнически живот, пътува от място на място, от една страна в друга и си създава огромна слава със своите хороскопи и предсказания. Тук историята се слива с легендата. Според преданието Фауст бил винаги съпровождан от куче и кон – вероятно преобразени Дяволи. Заедно със своя слуга и ученик Вагнер той давал представления на различни места, а в двореца на император Максимилиан I успял да извика духа на Александър Македонски. Около 1540 година намерили Фауст убит от Вагнер и това дало повод да се предположи, че прочутият магьосник бил сключил договор с Дявола и му продал душата си. Само няколко десетилетия след смъртта на Георг Фауст за него вече се носели фантастични легенди и те били записани в така наречените „народни книги за доктор Фауст“.

## История за написването на трагедията
Йохан Георг Фауст, е живял през XVI век. Има множество народни легенди и истории, които описват живота и делото на магьосници, десетки романи, поеми, пиеси и сценарии за филми.
Идеята за написването на „Фауст“ от Гьоте дошла, когато бил на двадесет години в началото на 70-те години на XVIII век. Но след това, за да завърши шедьовъра си му отнема повече от 50 години. Действително над тази трагедия, авторът е работил в продължение на почти целия си живот, което само по себе си го прави значимо не само за поета, а за цялата литература като цяло.
В периода 1774 – 1775 г. Гьоте пише произведението „Prafaust“, където героят е представен от един бунтовник, който иска да разбере тайните на природата. През 1790 г. е публикуван малък откъс от „Фауст“, а през 1806 г. Гьоте завършва работата по първата част, която е публикувана през 1808 г.
Първата част е разделена на доста сцени, докато втората се превръща в композиционна цялост. Във втората част Гьоте разсъждава върху философията, политиката, естетика, природни науки, което прави тази част доста трудна за неподготвени читатели. Тя показва връзката между настоящето и миналото.
В средата на юли 1831 г., една година преди смъртта си, поетът завършва писането на това така важно произведение за световната литература. Скоро след това немски печатари намират ръкописа и публикуват творбата.
Интересен факт е, че трагедията на Гьоте е подписана с Heinrich, а не с Johann – истинското му име.
Гьоте работи над шедьовъра си почти 60 години, оттук правим извода, че във „Фауст“ могат да бъдат проследени всички етапи на разнообразната и противоречива кариера на автора, като се започне от периода на „Буря и устрем“ (Sturm und Drang) и завършим с романтизма.

## Литературни интерпретации
Първото литературно изображение на Фауст намираме в издадената през 1587 г. във Франкфурт народна книга с показателното заглавие: „Историята на доктор Йохан Фауст, знаменития магьосник и чернокнижник, за това как подписал с Дявола договор за определен срок, какви странни чудеса видял и сам извършил през това време, додето накрая получил заслужено възмездие, в по-голямата си част, заета от оставените подир смъртта му съчинения и напечатана, за да служи като ужасяващ и отблъскващ пример и като чистосърдечно предупреждение към всички дръзки, любопитни и безбожни хора.“ В тази книга Фауст и Мефистофел сключват договор, скрепен с кръв, според който Дяволът се задължава да служи на човека безпрекословно двадесет и четири години и след изтичането на този срок получава право над душата му.
Най-висок връх в своя литературен живот Доктор Фауст достига през XIX век в лиричната трагедия на Йохан Волфганг Гьоте. Тя е проникната от духа на Немското просвещение и тук Фауст вече е издигнат до висотата на миров тип, на символ за човека изобщо: той е мечтател, който жадува да проникне в божественото, стреми се към сливане с Космоса, към опознаване на Всемира. Неговата трагедия вече не е трагедия на изкушението, а се заключава в мъчителната борба между вяра и безверие, между съзнанието за духовно могъщество и чувството за социално безсилие, между съзерцанието на безкрайното и ограничеността на човешката мощ. На средновековния възглед, че човешката природа е греховна, а разумът е неспособен да обясни и разбере многообразието на света, Гьоте противопоставя убеждението, че всички заблуди и затруднения се превъзмогват в творческата дейност. Неговият Фауст е прозрял, че да се опознае животът означава той да бъде изживян в неговата пълнота, с всичките му радости и несгоди.
Тази борба между стремежа към знание и потребността от преживявания като особена форма на познанието е характерна за титаничните личности от литературния период на „Бурните устреми“, към която принадлежи и Гьоте. Затова и Фауст призовава Земния дух – въплъщение на вечното движение и творческата мощ на природата. Основен съзидателен принцип е за него не словото или вечната идея, а делото. Гьотевият Фауст приема договора с Мефистофел само като възможност да задоволи стремежа си към дейност. Дяволът ще има право на душата му едва когато героят постигне доволство и каже на мига да спре, едва когато желанията са вече мъртви. Ето защо Гьоте представя и Мефистофел вече не като средновековен Сатана, враждебен на човека, а като дух на отрицанието, необходим за вътрешното му развитие и себепостигане. Той е, както сам казва, „от тая сила част, що злото все желае, а добро създава“.
В първата част на трагедията си Гьоте променя съществено средновековния мотив: вместо договор двамата герои сключват облог. Мефистофел ще получи душата на д-р Фауст само ако успее да го излъже с плътски радости или други наслади. Така мрачната фаталност, която излъчва договорът в народната книга, преследваща назидателни цели в католическата версия на легендата, хуманистът Гьоте заменя с идеята за съревнованието облог. Още чрез тази промяна писателят подчертава основната идея на трагедията – вярата си в непобедимостта на човешкия прогрес. Бъдещото поражение на Сатаната е представено и в „Пролог в небесата“, и в облога между Фауст и Мефистофел, защото като застъпник на целия човешки род Фауст никога няма да изрече за мига съдбовните думи: „О, спри, така красив си ти !“
С настъпване на контрареформацията историята за проклетия доктор, продал душата си, се разпространява из всички краища на Европа.
В края на XVI век немската народна книга проникнала в Англия и там поетът Кристофър Марлоу създава първата драматична обработка на легендата под заглавие „Трагичната история на Доктор Фауст“, във Франция това е Пиер Кайе, който въвежда този образ, впоследстие Йожен Дьолакроа, чийто образ на д-р Фауст е най-близък до този на Гьоте, а в Русия – Пушкин. През XX в., непосредствено след Втората световна война, излиза романът на Томас Ман „Доктор Фаустус“.

## Жанрова определеност на творбата
Определяйки творбата си като „трагедия“, Гьоте не е бил твърде загрижен за чистотата на жанровите квалификации. С течение на времето тя е набъбнала твърде много по обем и в окончателния вариант наброява 12 111 стиха. Това прави трагедията трудна за поставяне на сцена. Въпреки че още през XIX век са правени няколко постановки, никоя от тях не може да се смята за сполучлива. Като най-приемливата сценична адаптация се приема популярната опера на френския композитор Шарл Гуно „Фауст“ (1859), създадена по мотиви на първата част от трагедията.
Според немските литературоведи „Фауст“ е „драма за прочит“. Макар че това определение не е получило разпространение в теорията на литературата, то е съобразено с особеностите на творбата и е прието в немскоезичните страни.

## Сюжетът накратко

### „Фауст. Първа част“
Изданието от 1808 г. носи името „Фауст, трагедия“ („Faust. / Eine Tragödie“), „първа част“ („erster Teil“) е по-късно добавено от издателите.
Главни действащи лица:
- Хайнрих Фауст – учен, чийто прототип някои откриват в Йохан Гьорг Фауст
- Мефистофел – Дяволът
- Гретхен – любимата на Фауст (съкратено от Маргарет/Маргарита, използвани са и двете форми)
- Марта – съседка на Гретхен
- Вагнер – ученик и помощник на Фауст
- Валентин – брат на Гретхен

Същинското действие започва с облог между Господ и Сатаната – Мефистофел. Дяволът е убеден, че може да изкуши любимеца на Бог – жадният за наука Фауст, и да го отклони от праведния път. В следващата сцена Фауст, в своя кабинет, отчаян в суетата на хуманитарни и религиозни учения, се обръща към магията, за да извика безграничното познание. Подозирайки обаче, че усилията му ще се провалят, той взема чаша с отрова и се готви да я изпие. Внезапно сепнат от ехото на пеещ хор, докторът сваля чашата.
По това време са Великденските празненства и Фауст излиза заедно с помощника си Вагнер на разходка в града. Прибирайки се, е последван от малък пудел, който в офиса се превръща в самия Мефистофел.
Мефистофел сключва сделка с Фауст (в трагедията е използвана думата „облог“, за разлика от „Народната книга“, където е „договор“), според която ще му служи и ще изпълнява всичките му желания до края на земния път. В замяна Фауст ще бъде слуга на Дявола в Ада. Договорът е подписан с капка кръв от дланта на Фауст.
След няколко различни преживявания Фауст среща Маргарита (Гретхен) и желанието му към Мефистофел е да я направи негова. Не след дълго това желание се сбъдва и Фауст е с любимата си в нейната стая. За да си откраднат известно време интимност, Фауст дава на Гретхен приспивателно за зорката и майка, от което тя повече не се събужда. По-късно Маргарита разбира, че е бременна.
Във втората озаглавена „Нощ“ сцена се появява братът на Гретхен – войник. Той се завръща опозорен, за да накаже сестра си и нейния любовник за срама, който са му причинили. По пътя среща Фауст и Мефистофел. Подтикнат от Дявола, Фауст убива Валентин.
Във „Валпургиевата нощ“ Мефистофел отвежда Фауст в царството на фантазията, сред вещици и митични същества. Там той се опитва отново да го изкуши чрез плътски наслади, но след срещата с Лилит и млада вещица, от които ученият е привлечен, в съзнанието му отново изниква образът на чистата любов – Гретхен.
Фауст осъзнава опита на Дявола да го излъже и разбира, че любимата му е осъдена, заради убийството на детето си. Следващото му желание е да я освободят от затвора в кулата. Гретхен обаче е полудяла от мъка и отказва да тръгне с Фауст.
В края на първата част Маргарита чува глас от небето, че е спасена и Фауст я изоставя, тръгвайки отново на път с Мефистофел.

### „Фауст. Втора част“
Втората част е сякаш отделна от първата и няма много общо със сюжета ѝ. Тук се проследява нов кръг от приключенията на Фауст в „големия свят“. Той се среща с императора (Максимилиан) и с древногръцката красавица Елена.
Откъсът се състои от пет действия, всяко от които има различна тема. Фауст се заема с държавна и с политическа власт; заедно с Мефистофел те създават книжните пари, инфлацията и спасяват държавата от банкрут. Фауст обаче не се съблазнява от държавната власт и политическата слава, тогава Мефистофел отново го връща към изкушенията на любовта и съвършената красота, като го пренася в древна Елада при хубавата Елена. Но и тук Фауст окончателно се убеждава, че плътската любов и красотата са преходни, измамни миражи и не могат да бъдат смисъла на човешкото съществуване. Тогава Мефистофел го насочва към военната слава и търговски успех, към завладяване на нови земи и пазари, но Фауст пак не е удовлетворен. Стигнал края на своя живот, но запазил бодър дух, Фауст почва да се убеждава, че смисълът на живота може би ще се постигне чрез дела, но насочени и към неговото щастие и към щастието на другите хора и вече остарял, полусляп, Фауст разпорежда на Дявола да му доведе работници, които да пресушат обширни изоставени блата, да ги превърнат е свои плодородни земи за съзидателен, мирен труд. Постигнал този смисъл чрез мирния, съзидателен труд на хората, Фауст произнася съдбовните думи: Върху земя свободна и желана с народ свободен искам да живея и към мига изрекъл бих тогава: „О, миг, поспри! Ти си тъй прекрасен!... И дирята на твоите земни дни безбройни векове не ще погубя." Тези съдбовни думи Фауст произнася в условно наклонение (бих) и се поражда спор за душата му. В крайна сметка душата на Фауст отива при Бога и това е всеобразна развръзка на трагедията в чиято основа е ренесансовото противоречие м/у свободата на избора, отговорността за него и възможността човек да постигне хармония, т.е. смисъла на своя живот чрез земни съзидателни дела, а образът на Фауст се превръща в символ на човешкото развитие на вечно търсещия съзидателен човешки дух.

### Сцени
Посвещение
Написано е на 24. 11. 1797 г., т.е. повече от 20 години след създаването на „Прафауст“. Носталгичната тоналност на посвещението, написано в станси, е продиктувана от жалбата на поета по миналото и някои мъртви негови близки и приятели като сестра му Корнелия, Мерк и Ленц.
Пролог в театъра
Написан е под формата на мадригали вероятно към края на 90-те години на XVIII век. Идеята за пролога е подсказана на Гьоте от аналогичния пролог на древноиндийската драма „Сакунтала“ от Калидаса. Тук са изложени възгледите на трима герои – Директора, Поета и Веселото лице, като чрез противопоставяне на образите им, авторът всъщност излага собствените си виждания за театъра, поезията и изкуството.
Пролог в небето
Писан около 1800-тната г. под въздействие на библейската „Книга за Йов“, в която се разказва как Бог подложил на тежки изпитания богатия юдей, за да провери силата на вярата му.
Действието се разиграва в Рая, където Мефистофел (Дяволът) се обзалага с Бог, че може да примами божия любимец Фауст далеч от праведните занимания.
Макар че като философска проблематика стои по-близо до втората част на „Фауст“, „Пролог в небето“ съдържа философското ядро на цялата творба, което може да се резюмира като спор за историческата участ на човека, чиято висша еманация е Фауст – имат ли предели стремежите на човека към познание и основаният на тях прогрес на науката и техниката.
Рисувайки образите на Мефистофел и Господ, Гьоте представя две различни схващания за човека: средновековно-християнското и това на Посвещението.
Според Мефистофел човекът е несъвършен, а човешката природа е греховна, тоест човекът лесно може да бъде заблуден, трудно може да устои на изкушенията. От друга страна Господ е олицетворение на хуманистичния, утвърждаващ човека просвещенски светоглед, който е нов, оптимистичен и отразява дълбоката вяра на Гьоте в доброто начало у човека: човекът може да превъзмогне всички пречки и заблуди чрез своята творческа дейност. Заблудата и Мефистофел като нейно олицетворение е само друга страна на човешкия стремеж към истина и добро.
N.B. За разлика от „Народната книга“ за д-р Фауст, където става дума за договор между героя и Сатаната, още в „Пролог в небето“ Гьоте въвежда понятието облог, с което променя съществено философския замисъл на творбата. Фауст трябва да бъде съблазнен, приспан от доволство и плътски радости, за да получи Мефистофел душата му.
На трагедията първа част
Работата над трагедията Гьоте започва вероятно още в студентските си години в Лайпциг. Когато през есента на 1775 г. отива във Ваймар, той вече е написал части от драма за Фауст, известни в науката под името „Прафауст“. Самият Гьоте унищожава този ранен вариант, запазен в препис в архивите на придворната дама Луизе фон Гьоххаузен и открит едва в 1887 г.
„Прафауст“, силно повлиян от идеите на литературното движение „Буря и устрем“, чиято водеща фигура е младият Гьоте, е свидетелство за ранния период от работата му върху творбата.
Нощ
В първия тематичен кръг на трагедията (Светът на науката, любовта) са отразени и Гьотевите увлечения от ранния период на написването на творбата. В сцената „Нощ“ се изразява увлечението на младия Гьоте по окултните науки (алхимия и кабала).
Пред градските врата
Сцената е написана през втория творчески период, около 1800-ната г., и представя прелестна битова интермедия в пасторален стил.
Представени са множество различни персонажи, а Фауст е приветстван като знатен гост.
Интересно е вплитането на Гьоевата оценка за средновековната медицина и наука като цяло, изразена чрез самокритичното изявление на Фауст:
С лексрствата на пъкъла снабдени,
сред тези хълми и лъки зелени
вилнеехме от чумата по-зли.
...
Не знаеш нещо – нужното това е,
ненужно е – каквото пък се нае!
Работен кабинет
Тази възлова сцена е започната от Гьоте в Италия (1786 – 88 г.) и завършена по времето на близката му дружба с Шилер. Мефистофел се явява пред Фауст и сключва облог с него. Появява се студент, с когото Дявола говори от името на Фауст. Сцената със студента фигурира още в „Прафауст“, но е съществено изменена още за изданието от 1790 г.
Ауербаховият зимник в Лайпциг
Фауст и Мефистофел отиват на „Гуляй на весели момци“ – студенти, където Дяволът се забавлява, надсмивайки се над пияните студенти и прави магия, с която от масата потича вино.
Гьоте пише тази сцена по спомени от студентството си в Лайпциг. В „Ауербаховият зимник“ са запазени две стенни изображения на Фауст.
Кухня на вещицата
Гьоте започва да пише тази сцена в Рим (1788 г.) и я завършва през 90-те години. Тя е свързана с подмладяването на Фауст (в „Прафауст“ героят е млад от самото начало). Вещицата е призована от Мефистофел (нейният господар) да подмлади героя.
Улица
Оттук започва любовнат връзка между Фауст и Маргарита, известна в литературата като „Трагедията на Гретхен“. Още тук се разминават Фауст и Мефистофел, защото Сатаната иска само да го увлече в плътска авантюра, която за Фауст обаче е възвишена любов. Но под; въздействието на Мефистофел Фауст стига до лъжа, измама, убийство и накрая изоставя Гретхен. Резюмиран философският замиъл на тази част от творбата се свежда до идеята за пожертвуването на любовта в името на новото, което ще отвоюва по-нататък Фауст.
В следващите сцени: Вечер, Разходка, Къщата на съседката, Улица, Гора и пещера, Стаята на Гретхен, На кладенеца, Покрай градската стена и Нощ се проследява връзката на Фауст и Маргарита, тайните им срещи и двете убийства – на брата на Гретхен –Валентин от Фауст и на майката, неволно причинена от самата Гретхен.
Валпургиева нощ
От бюргерския свят на реалността Фауст попада в света на фантастиката. „Персонажите“ на Валпургиевата нощ ядват от света на немското езическо въображение, докато „Класическата Валпургиева нощ“ от Втора част е населена от призраците на елинската митология.
Мефистофел води Фауст в света на чувствеността и се опитва да го приспи чрез отъпяваща сескусла наслада, но след срещата с Лилит и танцът на младата вещица се явява видението на Гретхен, символ на чистата, самопожертвувателна любов.
Сън във Валпургиева нощ
В тази сцена е описана златната сватба на Обертон и Титания, която няма нищо общо със съдържанието на трагедията. Тя е продължение на сатиричните двустишия „Ксении“ на Гьоте и Шилер.
Сумрачен ден. Поле
Сцената съществува още в „Прафауст“ и оттам преминава в окончателната редакция в проза. Тук Фауст отново е съучастник в престъпленията на Мефистофел, докатао опозорената и полудяла от мъка Гретхен е в затворническа кула в очакване на присъдата си.
Нощ. Открито поле
На път към кулата, за да освободят Гретхен, Фауст и Мефистофел минават през поле пълно с вещици. Според народно поверие в нощта преди екзекуцията на мястото на присъдата се стълпяват вещици и духове.
Тъмница
Това е последната сцена от първа част. Фауст се опитва да освободи Гретхен, но полудяла от мъка, тя не го познава. Отказва да отиде с него и глас от небето и казва, че е спасена. Фауст я изоставя и тръгва с Мефистофел.
Втора част
Дворецът на императора. Тронната зала
Това е първата поява на Фауст в „големия свят“
Мрачна галерия
В тази сцена започва любовната сцена между Фауст и Елена. В „Народната книга“ на Шпийс д-р Фауст показва на императора – Александър Велики, а на студентите – хубавата Елена.
Лаборатория
В тази сцена се разкрива създаването на т. нар. хомункулус (от лат. – „човек в епруветка“, „човече“) от Вагнер. Тук Гьоте разглежда проблема за взаимоотношенията между Дух и Материя. Хомункулусът, създаден от Вагнер, е именно такова изкуствено съединяване на Дух и Материя.
В тази сцена Фауст има отношения с Елена в Древна Елада, но това всъщност е сън и коментаторите я наричат (сцената) „приказката на Фауст“. Фауст символизира германския средновековен дух, а Елена – класическия елински и техният брак е възможен единствено в приказен сън.
Вътрешният двор на крепостта
Шатрата на антиимператора
Среднощ
Фауст се среща с фигурите на Липсата, Вината, Грижата и Нуждата, заети от Гьоте от средновековните литургични драми.
За първи път Фауст заявява, че иска да се избави от помощта на магията и с това той се връща на позициите си от първия монолог. Вече е узрял за прозрението, че не абстрактното съзерцание, а познанието, свързано с практиката, е единственият смисъл на човешката дейност.
Голямо преддверие на двореца
Финалът на творбата, в който Фауст умира, съдържа възхвала на вечно търсещия и неумолим човешки дух.

## Характеристика на образите

### Образът на Фауст в едноименната трагедия на Гьоте
Този герой продава душата си на Дявола, за да открие тайните на вселената. Малко са за него обикновените всекидневни знания, които притежават почти всички хора. Той има желание за повече, има тенденцията да разкрие тайни, нови разкрития. Фауст разбира стойността на знанието и е готов да плати висока цена за това. Образът на героя е противоречив от самото начало на творбата – той страда от съмнения, впоследствие решава да се самоубие, смята, че животът му е пропилян, изживян напразно. Героят преодолява доста различни, дори противоположни чувства и емоции. Разбира, че заобикалящата ни действителност няма предел, тя няма граници, а следователно, трябва да отиде до края, за да се потопи в дълбините на неоткритото до момента. Фауст е въплъщение на постоянното движение, постоянният труд, благодарение на които може да научи не само за света, но и да опознае себе си.
Героят е обсебен от търсенето на истината, стреми се да се отърве от лъжата, за да получи истина за знанието. Той е посветил живота си на научни изследвания, но осъзнава, че те не работят, няма да доведат до истината, тъй като тя не се състои от факти, изчисления и доказателства. Ето защо Фауст прави такъв рискован ход – да продаде душата си на Дявола. Мефисофел е сигурен, че ще спечели облога. Според Господ обаче човек греши докато е жив, но ако е добър и честен по природа, колкото и да се отклонява от правия път, устремен към своята цел, той рано или късно намира отново пътя към доброто. А целта на Фауст е благородна – научавайки тайните на вселената, той иска да бъде полезен на човечеството.
Героят на Гьоте страда, преодолява възходи и падения – той е силен и волеви човек. Но осъзнава, че за да се постигне нещо, не са достатъчни вдъхновението и мечтите.
Доброто качество на героя е желанието да бъде свободен и щастлив. Образът на Фауст е неразривно свързано с темата за смисъла на живота, така че гледайки героя, ние започвате да мислим за собствения си живот, своя смисъл и значение, дали има нещо ценно. Може ли просто ей така да посветим живота си в преследването на нещо ново и неоткрито?
Също така този герой се научава да оценява всичко, което е в живота – „даже и да се приеме всичко за даденост – трябва да се намери истинското щастие в това‘‘. Трябва да се отбележи, че името на Фауст в превод от латински означава щастлив и късметлия. Но едно нещо се отличава от другите Фауст. Той намири това, което търсите, в състояние е да постигне единство с природата, от която е неразделна част. В края на живота си героят е напълно удовлетворен. Кой сега може да се похвали с такова постижение? Това осъзнаване, вътрешно удовлетворение и самодостатъчност? Той доказа, че в сивия живот, земните цели и мечти – те са главното, за което живеем!

#### Образът на Гретхен (Маргарет)
Друг важен образ в трагедията, това е този на Гретхен. Един от най-обичаните образи от Гьоте – красивото провинциално момиче, което харесва тихия семеен живот, успява да се превърне в истинско изкушение за Фауст. Това е любов от пръв поглед. Срещнал момичето на улицата, героят не може да се справи с изблика на чувства и я кани на среща. Не е трудно да се отгатнат и бушуващите чувства в гърдите на влюбеното момиче. Въпросът, който всички си задаваме е кое точно привлича Фауст, кое го каза да се влюби толкова силно, дали това са само младостта и красотата на Гретхен. Тя е типична представителка на младите провинциални, но нещастни момичета, които волята на съдбата е възпитала в жестоката бюргерска среда. Гретхен усеща жестокостта на заобикалящия я свят и се опитва да се измъкне от този омагьосан кръг, благодарение на тези ѝ усилия, тя попада в много неприятни ситуации.
Любовта между Фауст и Гретхен започва толкова щастливо и внезапно, но претърпява трагични моменти – Фауст убива случайно брата на Гретхен– Валентин. В последните минути от живота си Валентин прокълнава сестра си, обричайки я по този начин на двойно страдание. Но това е само началото на нейната трагедия, на нея ѝ предстои да изтърпи върху себе си целия земен ад. В най-безнадеждния момент от живота ѝ идва спасение от небето. Мефистофел смята, че Гретхен е грешница, осъдена на вечни страдания, но небесният глас казва друго, че тя е „Спасена“. В крайна сметка Гретхен е готова да устои на всяко изкушение и да се противопостави на битуващите жестоки правила. Това е изключително трудно за нея, защото дори близки и роднини не я подкрепят – усложняват живота ѝ. Дори Фауст не може да ѝ даде желаното щастие.

## Борбата между доброто и злото в трагедията
В трагедия си Гьоте се опитва да разкрие истинската природа на двете противоречащи си състояния на съществуване – доброто и злото. Това са емблематичните фигури за християнството – Бога и Дявола (носещ името на Мефистофел в трагедията). Представата на Мефистофел за човека е остаряла. Според него човекът е несъвършен, а човешката природа е греховна, тоест човекът лесно може да бъде заблуден, трудно може да устои на изкушенията. Човешкият разум е безсилен да обясни и прозре многообразието на светаза разлика от всесилието и всезнанието на Бога.
Това прави двата образа противоположни. Господ е олицетворение на хуманистичния, утвърждаващ човека просвещенски светоглед, който е нов, оптимистичен и отразява дълбоката вяра на Гьоте в доброто начало у човека: човекът може да превъзмогне всички пречки и заблуди чрез своята творческа дейност. Заблудата и Мефистофел като нейно олицетворение е само друга страна на човешкия стремеж към истина и добро.
Схващайки развитието като борба на противоречия Гьоте диалектически противопоставя двете начала – добро и зло чрез спора между Господ и Мефистофел. Това е спор за признанието на човека и за смисъла на човешкия живот. Спорът и облогът между Господ и Мефистофел съдържат философски смисъл: за да се осъществи Фауст (човекът на Просвещението) като цялостна личност му е необходим противник (Мефистофел), който да подпомага развитието му – да го предизвиква и отклонява от правия път, да го подбужда и води.
От първите страници на произведението читателя се сблъсква с въпроса: „Защо доброто в лицето на Твореца трябва да бъде предадено в ръцете на злото?“ Само чрез тестване на човешката душа може да се намери истинската същност. По този начин, вечните, неизменни понятия за добро и зло се събират на бойното поле – човешката душа. Доктор Фауст – уморен от научни изследвания, героят се стреми към знанието на сетивата – той иска да прегърне света около себе си, за да стане част от него, да се докосне до всичките му проявления.
В търсенето на съвършената красота и знание Фауст отива отвъд двете религиозни и социални понятия за добро и зло. Той съблазнява невинно момиче, танцува с вещиците на Валпургиевата нощ, призовава от подземния свят духовете на мъртвите, участва в имперските войни. Въпреки своите злодеяния Фауст си остава по своему добър. Неговата мания и жажда за знание са закостенели в предразсъдъци на германското общество, което иска пари – за празници, здраве – за телесни удоволствия, знания – за всеобщо уважение и любов и за да отговори на техните сетивни нужди. Докато светът живее по законите на въображаемите добродетели, Фауст живее само с оценката на действия си и тези на околните. На любовта си към Гретхен героят се радва дълго, докато не осъзнава, че тя е причината за голямото зло в живота на жените.
Осъдена на бесилката за убийството на дъщеря си, Гретхен е виновна и за това, че е обичала, че се е наслаждавала на своето щастие и най-вече, че е родила извънбрачно дете.

## Филмови екранизации
Жорж Мелиес
„Фауст и Маргарита“, излиза 1897 г.
„Фауст в ада“, излиза 1903 г.
„Осъждането на д-р Фауст“, излиза 1904 г., в началото на нямото кино. Сюжет – в замяна на душата си, Мефистофел връща младостта на Фауст. Той съблазнява Маргарет, като ѝ подарява бижута, докато Мефистофел свири на мандолина. Фауст убива Валентин, брата на Маргарет в дуел. Той съжалява, прави опит да се покае и умира. Тогава Мефистофел отвежда Фауст в ада, а Маргарет се издига в небето.
Излиза и опера в четири части и епилог със същото име от Хектор Берлиоз. Вдъхновен от драмата на Гьоте, Берлиоз прави своеобразен авторпортрет.
Фридрих Мурнау
„Фауст, една немска легенда“ е германски филм от нямото кино, излязъл 1926 г. Филмът отговаря на легендата от 16 век за Фауст – залог между ангел и Дявол. Ако може да се докаже, че човек е толкова черен, колкото Мефистофел вярва, че е – тогава земята остава за него, ако не – то той трябва да се откаже от нея. Изборът тук прави Фауст, който трябва да удържи на думата си.
Рене Клер
„Красотата на Дявола“, излиза 1950 г. Тук митът за Фауст се преразглежда от Френския поетичен реализъм. На прага на смъртта проф. Фауст е изпълнен със самосъжаления за пропиления живот. Мефистофел му предлага сделка – да предаде душата си на Дявола в замяна на маладост и богатство, същото така и срещу предсказване на бъдещето.
Ян Шванкмайер
„Урокът Фауст“, излиза 1994 г. Във филма чехът смесва елементи от два текста, а именно тези на Гьоте и Марлоу. Екранизацията е модерна, дори граничи с абсурда. Действието е позиционирано в Прага, тонът е мрачен, но изпълнен с хумор. Фауст продава душата си на Дявола, по мистериозен начин е привлечен в куклен театър, озовава се в един странен свят, където фантазия и реалност се преплитат.
Александър Сокуров
„Фауст“, излиза 2011 г. Това е драматичен руски филм, свободна интерпретация на легендата за Фауст и неговите литературни адаптации от Гьоте и Томас Ман. Филмът печели Златен лъв на фестивала във Венеция през 2011 г. Сюжет – общ поглед на германския град от 19 век, заобиколен от планини, и кабинетът на д-р Фауст с неговата задушевна атмосфера. Въпреки че е известен доктор, Фауст губи пари, обръща се най-напред към баща си, който е също лекар, но от него получава само морален урок. Впоследствие се обръща към стар лихвар – Маврикий, грозен, болнав, който всъщност е въплъщение на Дявола. Фауст се оказва прелъстен, вярвайки, че ще получи от стария мъж тайната за чудото, наречено живот. Лихварят го отвежда на място, където Фауст може да изпълни своята задача, там той се запознава с Маргарет. Запленен от свежестта и красотата на момичето, той се надява само на едно – да я види отново. Фауст се затваря в себе си, по този начин Дяволът продължава да го управлява и манипулира.